# Блек-Спрінгс (Арканзас)
Блек-Спрінгс (англ. Black Springs) — місто (англ. town) в США, в окрузі Монтгомері штату Арканзас. Населення — 96 осіб (2020).

## Географія
Блек-Спрінгс розташований за координатами 34°27′33″ пн. ш. 93°42′42″ зх. д. / 34.45917° пн. ш. 93.71167° зх. д. (34.459150, -93.711740).  За даними Бюро перепису населення США в 2010 році місто мало площу 1,16 км², з яких 1,15 км² — суходіл та 0,01 км² — водойми.

## Демографія
Згідно з переписом 2010 року, у місті мешкало 99 осіб у 36 домогосподарствах у складі 28 родин. Густота населення становила 85 осіб/км².  Було 46 помешкань (40/км²). 
Расовий склад населення:
| - 100,0 % — білих |

До двох чи більше рас належало 0,0 %. Іспаномовні складали 0,0 % від усіх жителів.
За віковим діапазоном населення розподілялося таким чином: 30,3 % — особи молодші 18 років, 53,5 % — особи у віці 18—64 років, 16,2 % — особи у віці 65 років та старші. Медіана віку мешканця становила 38,3 року. На 100 осіб жіночої статі у місті припадало 80,0 чоловіків;  на 100 жінок у віці від 18 років та старших — 72,5 чоловіків також старших 18 років.
Середній дохід на одне домашнє господарство  становив 34 031 долар США (медіана — 26 250), а середній дохід на одну сім'ю — 42 282 долари (медіана — 38 125). За межею бідності перебувало 5,7 % осіб, у тому числі 0,0 % дітей у віці до 18 років та 0,0 % осіб у віці 65 років та старших.
Цивільне працевлаштоване населення становило 11 осіб. Основні галузі зайнятості: освіта, охорона здоров'я та соціальна допомога — 54,5 %, виробництво — 18,2 %, роздрібна торгівля — 9,1 %.